# Piotr Szarota
Piotr Szarota (ur. 1966 w Warszawie) – polski psycholog, profesor nadzwyczajny w Instytucie Psychologii Polskiej Akademii Nauk (IP PAN).

## Życiorys
Absolwent VI Liceum Ogólnokształcącego im. Tadeusza Reytana w Warszawie (1985), studia wyższe ukończył w 1991 roku na Wydziale Psychologii Uniwersytetu Warszawskiego. W latach 1991–1992 przebywał na stypendium Heinricha Hertza na Uniwersytecie w Bielefeldzie w Niemczech. W roku 1995 uzyskał stopień doktora nauk humanistycznych w zakresie psychologii; promotorem pracy doktorskiej był Jan Strelau. W tym samym roku podjął pracę w Instytucie Psychologii PAN (IP PAN), w pracowni Psychologii Kulturowej i Badań Międzykulturowych. W 2006 uzyskał stopień doktora habilitowanego. W latach 2012–2016 pełnił funkcję wicedyrektora ds. naukowych, w 2016 objął stanowisko dyrektora IP PAN. Członek Komitetu Psychologii PAN w kadencji 2024−2027.
Autor ponad stu artykułów prasowych, esejów i recenzji. W latach 1995–1998 pracował w redakcji kultury „Gazety Wyborczej”, w tym samym czasie rozpoczął też współpracę z „Zeszytami Literackimi”. W 2014 nominowany do Nagrody Literackiej „Nike” za książkę Wiedeń 1913.

## Życie prywatne
Jest synem historyka Tomasza Szaroty.

## Publikacje książkowe
- Tolerancja i wielokulturowość. Wyzwania XXI wieku (współredaktor), Academica, Warszawa 2004
- Psychologia uśmiechu. Analiza kulturowa, Gdańskie Wydawnictwo Psychologiczne, Gdańsk 2006
- Od skarpetek Tyrmanda do krawata Leppera. Psychologia stroju dla średnio zaawansowanych, WAiP, Warszawa 2008
- Anatomia randki, Muza, Warszawa 2011
- Smile: A User’s Manual, Aresta, Barcelona, 2011
- Uśmiech: instrukcja obsługi (wydanie polskie zmienione), Gdańskie Wydawnictwo Psychologiczne, Gdańsk 2012
- Wiedeń 1913, Wydawnictwo słowo/obraz terytoria, Gdańsk 2013
- Londyn 1967, Wydawnictwo Iskry, Warszawa 2016[6]
- Od Facebooka do post-przyjaźni. Współczesne przeobrażenia bliskich relacji, Wydawnictwo Naukowe PWN, Warszawa 2018[7]
- Paryż 1938, Wydawnictwo Iskry, Warszawa 2019[8]
- Nienawiść w przestrzeni publicznej (współredaktor), Wydawnictwo Naukowe PWN, Warszawa 2020[9]